# تسلی خاطر
تسلی خاطر (به انگلیسی: Solace) فیلمی است در ژانر معمایی و دلهره‌آور به کارگردانی آفونسو پویارت محصول ۲۰۱۵ آمریکا. آنتونی هاپکینز، کالین فارل، جفری دین مورگان و ابی کورنیش در این فیلم به ایفای نقش پرداخته‌اند.

## داستان
جان کلنسی (با بازی آنتونی هاپکینز) یک دکتر روانشناس است که در پی از دست دادن دخترش چندی است در انزوا زندگی می‌کند. در پی قتل‌هایی سریالی، مأموران اداره تحقیقات فدرال به سراغش رفته و از او که توانایی‌های شگفتی در بازخوانی گذشته و آینده دارد درخواست کمک می‌کنند. کلنسی پی می‌برد که همهٔ قربانیان دچار رنج بیماری‌های لاعلاج بوده و به زودی می‌مرده‌اند. اندکی پس از پی‌گیری تحقیقات، قاتل (با بازی کالین فارل) به کلنسی نزدیک می‌شود و ادامهٔ فیلم صحنهٔ تقابل این دو است.